# 매곡역
매곡역(Maegok station, 梅谷驛)은 경기도 양평군 양동면 매월리에 위치한 중앙선의 철도역이다.
무궁화호가 일부 정차하며 여객 업무를 담당한다. 중앙선 복선 전철화로 궤도와 역사가 2012년 8월 16일에 옛 역사로부터 약 500 m 떨어진 곳에 이설되어 운행되고 있다. 
구 매곡역은 석불역처럼 역명판을 떼어내고 선로도 모두 철거되어 인적이 전혀 없다. 건물은 인근 주민의 창고로 사용하고 있다.

## 역사
- 1968년 9월 1일 : 양평군 양동면 매월리 566-3(현 매월길 257)에서 보통역으로 영업개시
- 1972년 8월 28일 : 역사 신축 준공
- 2001년 9월 8일 : 신호장으로 변경
- 2008년 3월 10일 : 역원무배치간이역으로 변경
- 2012년 8월 16일 : 역사이전
- 2012년 9월 25일 : 중앙선 용문-서원주 간 복선전철 개통
- 2020년 3월 2일 : 누리로 운행 개시
- 2022년 11월 5일 : ITX-새마을 정차 개시

## 역 구조
승강장은 2면 2선식 상대식 승강장을 갖추고 있다.

### 승강장
| ↑일신 |
| \| １ |
| 양동↓ |

| 1 | ITX-새마을 무궁화호 | 안동·동해 방면   |
| 2 | ITX-새마을 무궁화호 | 양평·청량리 방면 |

## 사진

신 역사 외부 파노라마
신 역사 승강장 파노라마
시간표 (2012년 9월 25일 기준)
구 매곡역사
신 매곡역 승강장 (제천, 경주 방향)
신 매곡역의 청량리 방향 선로

## 인접한 역
| 중앙선           | 중앙선            | 중앙선         |
| ---------------- | ----------------- | -------------- |
| 일신 청량리 방면 | ITX-새마을 중앙선 | 양동 안동 방면 |
| 일신 청량리 방면 | 무궁화 태백선     | 양동 동해 방면 |